# Lavaux Classic
Lavaux Classic est un festival de musique de chambre organisé en Lavaux (particulièrement à Cully) dans le canton de Vaud en Suisse.

## Présentation
Nommé Cully Classique de 2004 à 2015,, le festival Lavaux Classic, situé en Lavaux, est un rendez-vous musical important en Suisse romande. Il a lieu chaque année aux mois de juin et de juillet. Il propose une cinquantaine d’événements : concerts, conférences, masterclasses, activités pour les enfants, répétitions publiques…
Le Festival propose chaque année une quinzaine de concerts, exclusivement de musique de chambre, organisés autour d’une thématique spécifique, ainsi qu'une série d'autres projets et activités : 
Soucieux d’accompagner les jeunes musiciens de la région dans leur début de carrière, le Festival Lavaux Classic a créé deux concours : Le Concours de projet (depuis 2018), organisé en collaboration avec la Haute école de musique de Lausanne et le Concours de Piano (depuis 2022).
Le Festival’Off offre une série de concerts gratuits à l’extérieur, au bord du lac et dans les caveaux du village. Il est organisé depuis 2011.

### Directeur
2021 - : Guillaume Hersperger
2019 - 2021 : Floriane Cottet
2010 - 2019 : Jean-Christophe de Vries
2004 - 2009 : Marcus Hagemann et Jean-Christophe de Vries